# Vladímir Ivànovitx Fedosséiev
|  | No s'ha de confondre amb el gran mestre d'escacs Vladímir Vassílievitx Fedosséiev. |

Vladímir Ivànovitx Fedosséiev, rus: Владимир Иванович Федосе́ев, (5 d'agost de 1932, Leningrad, URSS) és un director d'orquestra soviètic-rus i professor de música. Des del 1974 és director artístic i director titular de l'Orquestra Simfònica Txaikovski de la Ràdio de Moscou.

## Biografia
El primer contacte amb la música el va rebre del seu pare, que era aficionat a tocar el baian. Durant el Setge de Leningrad a la Segona Guerra Mundial, va oferir els seus primers concerts als hospitals. Per accident va sobreviure al bombardeig del tren que havia d'evacuar-lo de la blocada Leningrad. Després del seu retorn, va entrar a l' Escola de Música Mussorgski i va començar a treballar amb la coneguda orquestra de música popular de Vassili Andréiev. Després va continuar la seva formació amb Nikolai Reznikov a l'Escola Estatal de Música Gnessin de Moscou. El 1959 es va convertir en director principal de l'Orquestra d'instruments folklòrics russos de tota la Unió. Va millorar la seva tècnica de direcció al Conservatori de Moscou amb Leo Guínzburg. Per invitació de Ievgueni Mravinski, Fedosséiev va realitzar un concert amb la Filharmònica de Leningrad. Amb aquest concert feu el seu gran esclat com a director. Ja el 1974 es va convertir en director artístic i director titular de l'Orquestra Simfònica de la Ràdio de Moscou, on ha estat director titular des de fa més de 40 anys. Amb gires per Europa, Àsia i els Estats Units, s'ha fet famós arreu del món.
Ha dirigit concerts de manera activa amb les principals orquestres simfòniques del món (Orquestra de la Tonhalle (Zúric), Orquestra del Gevandhaus (Leipzig), Orquestra Filharmònica de Radio France (París), Orquestra Simfònica de la Ràdio de Baviera (Múnic), Orquestra Simfònica de Berlín, Orquestra Filharmònica de Dresden, Orquestra de Cleveland, Orquestra Simfònica de Pittsburgh, Orquestra Simfònica de la Ràdio Finesa, Orquestra Simfònica de la Ràdio de Stuttgart i l'orquestra d'Essen (Alemanya).
També actua com a director d'òpera. Ha dirigit diverses òperes, incloent Eugeni Oneguin de Piotr Ilitx Txaikovski (Teatre Bolxoi), La núvia del tsar de Nikolai Rimski-Kórsakov (Teatre Mariïnski).
De 1997 a 2005 fou director titular de l'Orquestra Simfònica de Viena. Des del 1997, director convidat permanent del Teatre de l'Òpera de Zúric. Des del 2000, director convidat principal de l'Orquestra Filharmònica de Tòquio. Des del 2009, director principal de l'Orquestra Simfònica Giuseppe Verdi de Milà (La Verdi). Des del 2017, director musical i director convidat principal de l'Òpera Helikon a Moscou.
Des del 2004 imparteix classes a l'Escola Estatal de Música Gnessin, en els Departaments d'Opera i de Direcció Simfònica. També fa classes magistrals al Conservatori de Viena.
Des del 26 de juliol de 2010 és Membre del Consell Patriarcal de la Cultura (Església Ortodoxa Russa).Membre de la Junta de síndics de la comunitat de l'Església del Santíssim Tsarévitx Dimitri.

## Honors i reconeixements
Vladímir Fedosséiev ha rebut un gran nombre de premis i reconeixements, tant a Rússia com a l'estranger. Entre d'altres:
- Artista del Poble de l'URSS (1980)
- Guanyador del Premi Estatal de l'URSS (1989) i del Premi estatal Glinka de la RSFSR (1970).
- Orde del Mèrit per la Pàtria.
- Un asteroide del cinturó d'asteroides, el (7741) Fedoseev, descobert per l'astrònoma Liudmila Karàtxkina a l'Observatori Astrofísic de Crimea l'1 de setembre de 1983, va rebre el seu nom de V. I. Fedosséiev.

## Acusacions d'antisemitisme
Al número d'octubre de 2012 de la revista Sem Isskustv, rus: Семь Искусств, ("Set arts"), el director Guennadi Rojdéstvenski va recordar Fedosséiev en el moment de la retirada de músics jueus de l'Orquestra Simfònica. Rojdéstvenski semblava creure que Fedosséiev havia participat en una purga antisemita.